# Бедльно-Весь
Бедльно-Весь (пол. Bedlno-Wieś) — село в Польщі, у гміні Бедльно Кутновського повіту Лодзинського воєводства.
У 1975-1998 роках село належало до Плоцького воєводства.